# Vimory
Vimory és un municipi francès, situat al departament del Loiret i a la regió de Centre – Vall del Loira. L'any 2007 tenia 1.092 habitants.

## Demografia

### Població
El 2007 la població de fet de Vimory era de 1.092 persones. Hi havia 425 famílies, de les quals 90 eren unipersonals (39 homes vivint sols i 51 dones vivint soles), 148 parelles sense fills, 144 parelles amb fills i 43 famílies monoparentals amb fills.
La població ha evolucionat segons el següent gràfic:
Habitants censats

### Habitatges
El 2007 hi havia 499 habitatges, 433 eren l'habitatge principal de la família, 43 eren segones residències i 22 estaven desocupats. 477 eren cases i 16 eren apartaments. Dels 433 habitatges principals, 324 estaven ocupats pels seus propietaris, 99 estaven llogats i ocupats pels llogaters i 10 estaven cedits a títol gratuït; 2 tenien una cambra, 25 en tenien dues, 77 en tenien tres, 123 en tenien quatre i 206 en tenien cinc o més. 342 habitatges disposaven pel capbaix d'una plaça de pàrquing. A 153 habitatges hi havia un automòbil i a 256 n'hi havia dos o més.

### Piràmide de població
La piràmide de població per edats i sexe el 2009 era:
| Homes | Edats   | Dones |
| ----- | ------- | ----- |
| 0     | 95 o +  | 4     |
| 4     | 90 a 94 | 4     |
| 1     | 85 a 89 | 14    |
| 6     | 80 a 84 | 5     |
| 4     | 75 a 79 | 20    |
| 31    | 70 a 74 | 26    |
| 20    | 65 a 69 | 25    |
| 15    | 60 a 64 | 18    |
| 10    | 55 a 59 | 24    |
| 48    | 50 a 54 | 23    |
| 39    | 45 a 49 | 44    |
| 62    | 40 a 44 | 53    |
| 33    | 35 a 39 | 70    |
| 55    | 30 a 34 | 39    |
| 30    | 25 a 29 | 33    |
| 37    | 20 a 24 | 16    |
| 40    | 15 a 19 | 42    |
| 67    | 10 a 14 | 27    |
| 53    | 5 a 9   | 48    |
| 45    | 0 a 4   | 37    |

## Economia
El 2007 la població en edat de treballar era de 723 persones, 556 eren actives i 167 eren inactives. De les 556 persones actives 501 estaven ocupades (262 homes i 239 dones) i 55 estaven aturades (28 homes i 27 dones). De les 167 persones inactives 66 estaven jubilades, 63 estaven estudiant i 38 estaven classificades com a «altres inactius».

### Ingressos
El 2009 a Vimory hi havia 441 unitats fiscals que integraven 1.145,5 persones, la mediana anual d'ingressos fiscals per persona era de 19.693 €.

### Activitats econòmiques
Dels 35 establiments que hi havia el 2007, 2 eren d'empreses extractives, 1 d'una empresa alimentària, 1 d'una empresa de fabricació d'altres productes industrials, 7 d'empreses de construcció, 7 d'empreses de comerç i reparació d'automòbils, 3 d'empreses de transport, 2 d'empreses d'hostatgeria i restauració, 1 d'una empresa financera, 1 d'una empresa immobiliària, 5 d'empreses de serveis, 4 d'entitats de l'administració pública i 1 d'una empresa classificada com a «altres activitats de serveis».
Dels 11 establiments de servei als particulars que hi havia el 2009, 1 era un taller de reparació d'automòbils i de material agrícola, 1 paleta, 2 guixaires pintors, 2 lampisteries, 1 electricista, 1 perruqueria, 2 restaurants i 1 agència immobiliària.
Dels 2 establiments comercials que hi havia el 2009, 1 era una botiga de menys de 120 m² i 1 una botiga de material de revestiment de parets i terra.
L'any 2000 a Vimory hi havia 16 explotacions agrícoles.

## Equipaments sanitaris i escolars
El 2009 hi havia 1 escola maternal i 1 escola elemental.

## Poblacions més properes
El següent diagrama mostra les poblacions més properes.